# نوايون
نوايون (بالفرنسية: Noyon 
تنطق بالفرنسية: [nwajɔ̃]) هي كومونا في مقاطعة واز، شمال فرنسا. تقع على قناة واز على بعد حوالي 100 كيلومتر (62 ميل) شمال باريس.

## تاريخ
الغاليون الرومانيون أسسوا المدينة باسم نوفيوماجوس (تعني «حقل جديد» أو «سوق» بالغالية). نظرًا لأن العديد من المدن الأخرى تشترك في الاسم، فقد تميزت بتحديد الأشخاص الذين يعيشون فيها وحولها. تم ذكر المدينة في خط سير الرحلة الأنطونية على أنها 27 ميل من سواسون و 34 ميل من أميان، لكن دانفيل أشار إلى أن المسافة يجب أن تكون خاطئة، وأن أميان تكون أبعد وسواسون أقرب مما هو محدد.
بحلول العصور الوسطى، تحول الاسم اللاتيني للمدينة إلى نوفيوماجوس. كانت المدينة محصنة بقوة. لا تزال بعض أقسام الجدران الرومانية باقية في أواخر العصور القديمة. قد يفسر هذا سبب نقل الأسقف ميداردوس، حوالي عام 531، مقعده من فيرماند في فيرماندوا إلى نوايون. (كان هناك خيار آخر وهو نقل مقعده إلى سانت كونتين ولكن كان يُعتقد أن النبيذ المنتج في نيون أفضل بكثير من ذلك المنتج في سانت كونتين. تفسيرات أخرى هي أن ميداردوس ولد بالقرب من المدينة، في سالينسي، أو أن المكان أقرب إلى سواسون، التي كانت واحدة من العواصم الملكية للميروفينجيان.) كان أسقف نوايون أيضًا أسقفًا لتورناي من القرن السابع حتى تربى تورناي إلى أبرشية منفصلة عام 1146.
الكاتدرائية في نوايون هي المكان الذي تُوِّج فيه شارلمان كملك فرانكي عام 768، كما كان أول ملك كابيتاني، هيو كابت في 987. في عام 859 هوجمت البلدة من قبل الفايكنج وتم أسر الأسقف إمو وقتل. تلقت المدينة ميثاقًا مجتمعيًا في عام 1108، والذي أكده لاحقًا فيليب أوغسطس في عام 1223. في القرن الثاني عشر، نشأت أبرشية نوايون لتصبح دوقية كنسية في نبلاء فرنسا. تم تدمير الكاتدرائية الرومانية بنيران عام 1131، ولكن سرعان ما حلت محلها الكاتدرائية الحالية، نوتردام دي نوايون، التي شيدت بين عامي 1145 و 1235، وهي واحدة من أقدم الأمثلة على العمارة القوطية في فرنسا. مكتبة الأسقف هي مثال تاريخي للبناء نصف الخشبي.
بموجب معاهدة نوايون، الموقعة في 13 أغسطس 1516 بين فرانسيس الأول ملك فرنسا والإمبراطور شارل الخامس، تخلت فرنسا عن مطالباتها بمملكة نابولي واستلمت دوقية ميلانو على سبيل التعويض. أنهت المعاهدة حرب عصبة كامبراي إحدى مراحل الحروب الإيطالية.
أثناء الحرب الإيطالية التي قادها الملك هنري الثاني عام 1557، تم حرق معظم نوايون، في خضم غزو فيليب الثاني لإسبانيا لبيكاردي، قبل العودة إلى مقرهم الشتوي في هولندا الإسبانية.
قرب نهاية القرن السادس عشر، سقطت المدينة تحت سيطرة هابسبورغ، لكن هنري الرابع ملك فرنسا استعادها. قمعت كونكوردات عام 1801 أسقفيتها. احتل الألمان المدينة خلال الحرب العالمية الأولى والحرب العالمية الثانية وتعرضت في كلتا الحالتين لأضرار جسيمة.

## شخصيات
- القديس أكاريوس، أسقف دورنيك ونوايون (ت ١٤ مارس ٦٤٢)
- البابا إنوسنت السادس، أسقف نوايون، ولد إتيان أوبير، البابوية (1352 - 1362).
- Antoine Henri de Bérault-Bercastel (1720 - 1794)، كاهن وشاعر ومؤرخ.
- جون كالفن (1509 - 1564)، عالم لاهوت، قس، مصلح، مؤسس الحركة الكالفينية.
- آلان دانيليت (1947-2012) من مواليد نوايون، سياسي.
- بيير ديسكافيس (1924-2014)، خدم خلال الحرب العالمية الثانية، مستشار بلدية نوايون من 1989 إلى 2001، سياسي.
- القديس إليجيوس (588-660)، أسقف نوايون تورناي بعد أكاريوس (ت 1 ديسمبر 660)
- Guillaume d'Ercuis (1265 - 1314/15)، رئيس الشمامسة، المونير، قانون كاتدرائية نوايون.
- Paschal de l'Estocart (1538 أو 1539 - بعد 1587)، ولد في نوايون، مؤلف عصر النهضة الفرنسي.
- أنطوان غالاند (1646 - 1715)، مستشرق، عالم آثار، أول مترجم أوروبي لفيلم ألف ليلة وليلة، أكمل تعليمه في نوايون.
- لويس أندريه دي غريمالدي (1736 - 1804)، آخر نظير لفرنسا بصفته كونت أسقف نوايون من عام 1777.
- فرانسوا دي ماوكرويكس (1619 - 1708)، ولد في نوايون، صديق قديم لفونتين، شاعر ومترجم.
- ولد بيير روبرت أوليفيتان (حوالي 1506 - 1538) في نوايون، وكان أول من ترجم الكتاب المقدس إلى اللغة الفرنسية بدءًا من النصوص العبرية واليونانية.
- جاك سارازين (1592 - 1660)، ولد في نوايون، نحات في التقليد الكلاسيكي لفن الباروك.
- Medardus (456-545)، كان أسقف Vermandois الذي نقل مقعد الأبرشية إلى Noyon.
- برونو رو (مواليد 1963)، لاعب كرة قدم ومدير فرنسي
- جوديبيرتا (حوالي 640 - 700 ج)، قديس فرنجي، مقيم في قصر صغير في نوايون، والذي تضمن كنيسة صغيرة مخصصة للقديس جورج.
- جان دي بورنونفيل (1585 - 1632)، ملحن وعازف أرغن.
- Simon-Jérôme Bourlet de Vauxcelles (1733 - 1802)، صحفي أثناء الثورة الفرنسية، أمين مكتبة Bibliothèque de l'Arsenal (1787).
- قام روبرت لويس ستيفنسون كجزء من رحلة داخلية بزيارة نوايون في 17 سبتمبر 1876. لقد تأثر كثيرًا بالكاتدرائية التي قالت إنها «أسعد إلهام للبشرية، شيء خادع مثل التمثال للوهلة الأولى، ولكن عند الفحص، حيوية ومثيرة للاهتمام مثل الغابة بالتفصيل.... جلست خارج الفندق الذي أقيم فيه، وخرج صوت رعد الأورغن العذب من الكنيسة كأنه أمر استدعاء» [6]

## علاقات دولية
توأمت Noyon مع:
- - Hexham – England[7]
- - Metzingen – Germany[8]

- كوميونات قسم واز
- نصب مورتس (واز)
- شارلمان